# Specialbutik
En specialbutik er en forretning, der henvender sig til en bestemt kundegruppe. Specialbutikker er fx fotobutikker, apoteker, tebutikker, guldsmede, blomsterhandler, antikvitetshandler, tøjbutikker og boghandler. Altså butikker der er specialiseret.
Specialbutikker konkurrerer med stormagasiner, varehuse, supermarkeder og basarbutikker. De kan være en del af en detailhandelskæde, men uafhængige specialbutikker er også almindelige.

## Konkurrencen mellem specialiserede butikker og ikke-specialiserede butikker
Specialbutikker skulle gerne have et bredere udvalg end ikke-specialiserede butikker. De kan også tilbyde langt bedre oplysninger om varerne og deres brug.
| Erhverv og erhvervsliv | Spire Denne artikel om erhverv, erhvervsliv og arbejdsmarked er en spire som bør udbygges. Du er velkommen til at hjælpe Wikipedia ved at udvide den. |